# Alpine Bobsled
Alpine Bobsled sont des montagnes russes bobsleigh du parc Six Flags Great Escape Theme Park & Lodge, situé à Queensbury, dans l'État de New York, aux États-Unis. Elles ont été construites par l'entreprise suisse Intamin.

## Historique
L'attraction a ouvert pour la première fois en 1984 à Six Flags Great Adventure sous le nom de Sarajevo Bobsled. Elle a été nommée ainsi parce que les Jeux olympiques d'hiver de 1984 ont eu lieu à Sarajevo. Elle a fermé en 1988 et a été remplacée par Great American Scream Machine, les montagnes russes les plus rapides au monde à l'époque.
L'attraction a été relocalisée en 1989 à Six Flags Great America, où elle a ouvert sous le nom de Rolling Thunder. Elle a fermé en 1996.
En 1998, elle a été relocalisée à Six Flags Great Escape Theme Park & Lodge et renommée Alpine Bobsled.
Le 4 août 2023, Six Flags Great Escape annonce la fermeture de l'attraction le 4 septembre 2023.

## Thème

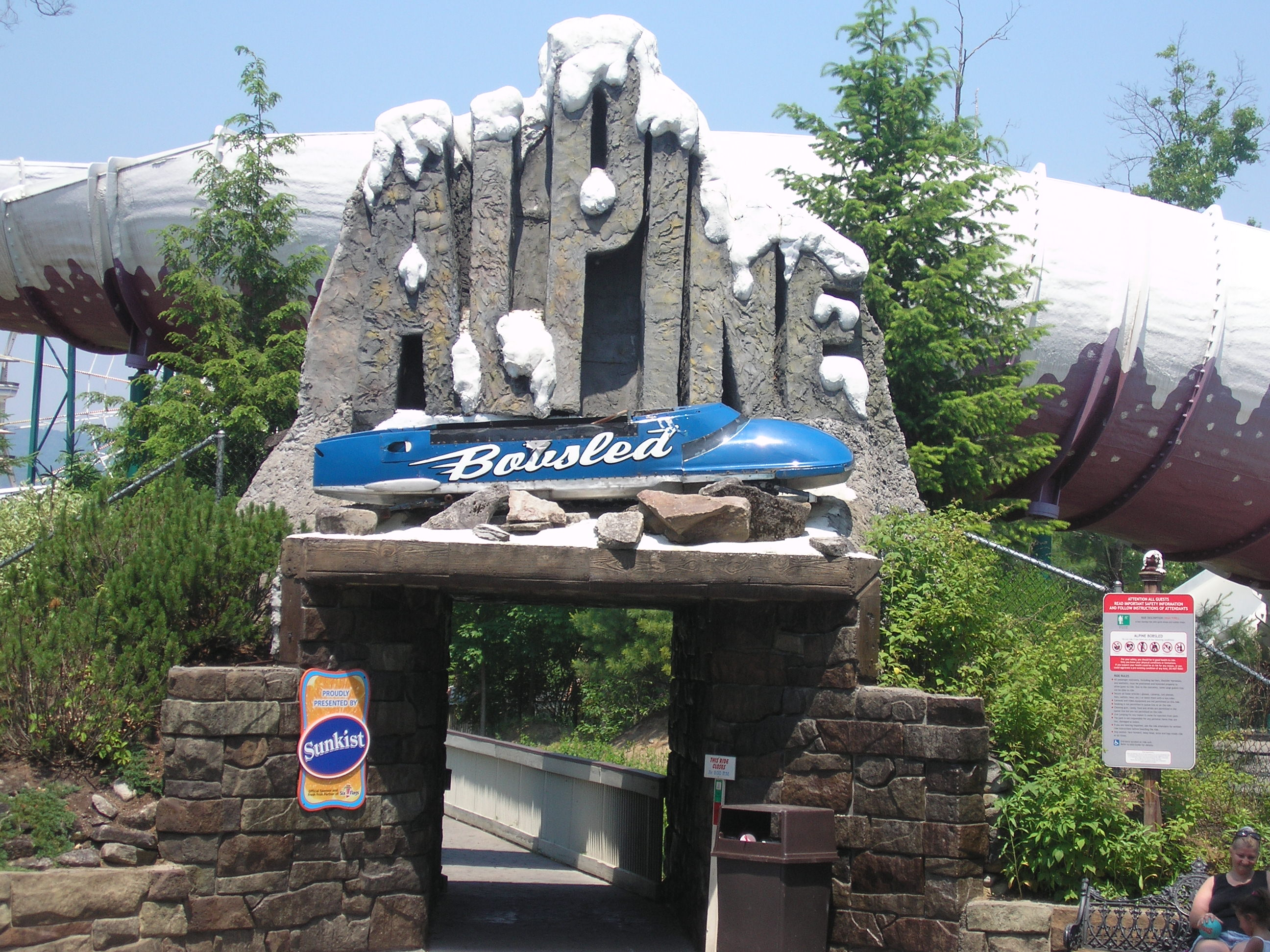
L'entrée de l'attraction.

Le thème alpin des montagnes russes a été en partie inspiré de la proximité du parc avec Lake Placid, qui a accueilli les Jeux olympiques d'hiver de 1932 et de 1980, qui ont les deux inclus des courses de bobsleigh. L'attraction a six bobs de huit places du constructeur Giovanola. Ils sont tous d'un pays différent : les États-Unis, le Canada, la Suisse, la Grande-Bretagne, l'Italie et la Jamaïque. Les passagers sont placés à deux sur quatre rangs. L'entrée est une grande arche qui mène à la gare de chargement. L'arche est décorée avec un vieux bobsleigh et la zone jusqu'à la gare est parsemée de vieux traîneaux cassés. La gare est construite comme un chalet alpin. L'extérieur de la piste est peint en violet et blanc et l'intérieur en blanc.